# Turanoceratops
Il Turanoceratopo (Turanoceratops) che significa (faccia cornuta di Turan) è un genere di ceratopside vissuto in Uzbekistan alla fine del Cretaceo (dai 90 ai 65 milioni di anni fa) dal Turoniano al Maastrichtiano. Alcuni resti fossili del cranio indicano che aveva un paio di corna molto lunghe come negli altri ceratopsidae. Sebbene inizialmente fosse stato considerato un genere di transizione tra tutte le Ceratopsidae, è stato stabilito in seguito che era una specie a sé stante.

## Descrizione

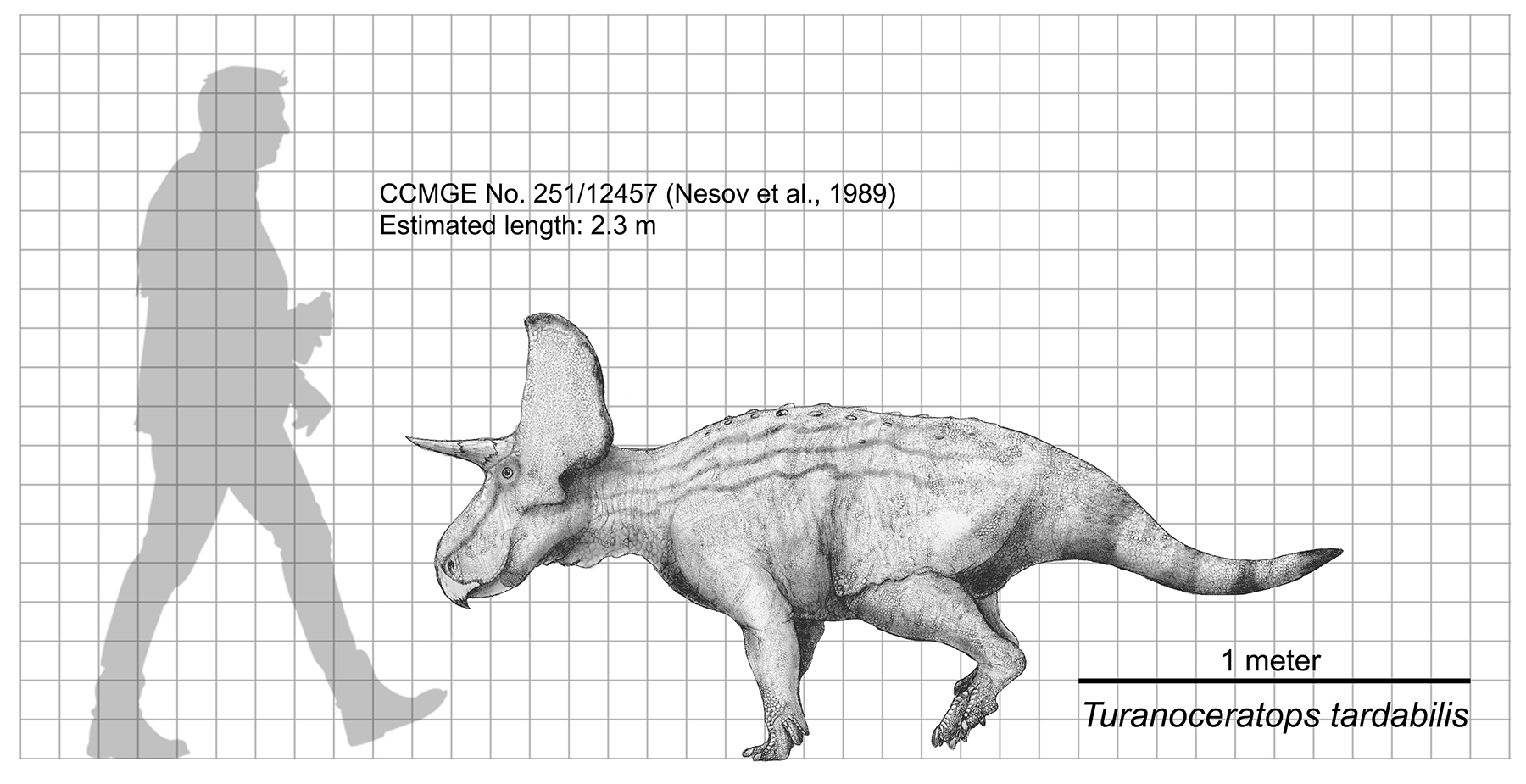
Dimensioni di Turanoceratops tardabilis

Turanoceratops aveva circa le dimensioni di una mucca. Nel 2010, Gregory S. Paolo ha stimato che la sua lunghezza arrivasse a due metri e l'altezza a 1,5 metri, con un peso che si aggirava intorno ai 175 kg. Precedentemente nel 2009 Sue Hendrickson aveva determinato alcuni tratti tipicamente basali sull'animale, il che aveva permesso di indicare che possedesse allo stesso tempo caratteristiche primitive ed evolute. Tra le caratteristiche basali sono i crinali secondari sviluppatisi sui denti, che erano posizionati in due o tre file adatte per la masticazione delle piante di cui si nutriva. Inoltre si è anche scoperto che aveva alcuni tratti molto derivati e correlati a quelli dello Zuniceratopo. Altre caratteristiche più generali sono l'esclusione dell'osso frontale dal bordo superiore della cavità oculare e la presenza di cavità incipienti nella parte superiore del cranio.

## Classificazione
Il significato del nome del Turanoceratopo significa (faccia cornuta di Turan), ed appartiene alla famiglia dei ceratopsidi un gruppo di dinosauri erbivori con un becco simile a quello dei pappagalli, rinvenuti in Nord America e in Asia durante il Cretaceo, dove hanno vissuto fino ai 65,5 milioni di anni fa. Tutti i ceratopsidi si estinsero alla fine di questo periodo. Uno studio del 2009 condotto da Hans-Dieter Sues analizzato un materiale fossile aggiuntivo sull'animale e ha concluso che, contrariamente alle aspettative, ha rappresentato un vero e proprio (anche se "di transizione"), membro di questa famiglia. Se è corretta, rappresenterebbe un ceratopside asiatico. Al momento della pubblicazione questo sarebbe stato un esemplare unico, come tutti gli altri ceratopsidi noti nel Nord America. Alcuni scienziati, come Andrew Farke, erano in disaccordo con i risultati Sues. Farke e i suoi colleghi fecero un'analisi filogenetica indipendente dei nuovi fossili dell'animale e hanno scoperto che si trattava di un parente stretto dei ceratopsidae (gruppo immediato), ma non era un vero membro di quella famiglia. Però un altro scienziato Alexander Averianov criticato da questa analisi, sostenendo che Farke e i suoi colleghi fraintesero o codificarono alcune caratteristiche del fossile nella loro analisi. Tuttavia, Xu Xing (2010) ha condotto un'analisi filogenetica e ha concluso che il Turanoceratopo era una specie che assomigliava di più allo Zuniceratopo ed era anche molto diverso, perché nel suo scheletro manca di alcuni importanti sinapomorfie di questo gruppo.

## Riferimenti
1. ^ Nessov L.A., 1988, "[Assemblages of vertebrates of the late Mesozoic and Paleocene of Middle Asia]", Trudy XXXI Sess. Vsesoyuz Paleont. Obshchestva. Nauka, Leningrad, pp 93–101
2. ^ L.A. Nessov, F. Kaznyshkina, & G.O. Cherepanov, 1989, "Ceratopsian dinosaurs and crocodiles of the middle Mesozoic of Asia", In: Bogdanova & Khozatsky (eds.) Theoretical and applied aspects of modern paleontology, pp 142–149
3. ^ H. You and P. Dodson, 2004, "Basal Ceratopsia". In: D. B. Weishampel, H. Osmolska, and P. Dodson (eds.), The Dinosauria(2nd edition). University of California Press, Berkeley pp 478–493
4. ^ Jump up to:a b c Sues, H.-D., and Averianov, A. (2009). "Turanoceratops tardabilis—the first ceratopsid dinosaur from Asia."Naturwissenschaften, doi:10.1007/s00114-009-0518-9.
5. ^ Paul, G.S., 2010, The Princeton Field Guide to Dinosaurs, Princeton University Press p. 283
6. ^ Farke, A., Sampson, S.D., Forster, C.A., Loewen, M.A. (2009). "Turanoceratops tardabilis—sister taxon, but not a ceratopsid."Naturwissenschaften, 7 May 2009. doi:10.1007/s00114-009-0543-8.
7. ^ Sues, H.-D. and Averianov, A. (2009). "Phylogenetic position of Turanoceratops (Dinosauria: Ceratopsia)." Naturwissenschaften, 20 May 2009. doi:10.1007/s00114-009-0552-7.